# Altenau (Oker, Altenau)
Die Altenau ist ein rechter Nebenfluss der Oker im Oberharz, dessen Mündung im Ortsbereich von Altenau liegt. Im Mittelalter hieß der Fluss Net (997, 1278) bzw. Nette (1575).

## Verlauf
Die Altenau entspringt auf etwa 820 Höhenmetern an dem moorigen Nordwesthang des Bruchbergs, läuft in nordwestliche Richtung, kreuzt auf etwa 600 Metern Höhe den Dammgraben und fließt durch das Tischlertal Richtung Altenau. Am Parkplatz Tischlertal mündet das Schneidwasser von rechts. In der Amtlichen Karte des LGLN wird ab dort die Altenau als Schultalwasser bezeichnet und fließt am Kräuterpark vorbei zur Oker, in die sie unterhalb des Marktes nahe der Marktstraße mündet.